# Umlaufbiegung
Umlaufbiegung ist die Belastung eines – meist stangenförmigen, insbesondere metallischen – Bauteils senkrecht zu seiner Längsachse durch eine Biegekraft, deren Wirkrichtung das Bauteil radial umkreist, so dass es eine umlaufende elastische Verformung erleidet.
In der Praxis verhält es sich meistens kinematisch umgekehrt: Das Bauteil, beispielsweise eine Welle mit kreis- oder kreisringförmigem Querschnitt, dreht sich um seine Längsachse, während die Biegekraft – aus der Sicht eines außenstehenden Beobachters – ihre Wirkrichtung unverändert beibehält. Das Ergebnis, nämlich eine umlaufende elastische Verformung der Welle, ist freilich bei beiden Varianten dasselbe.
In konstruktiver Hinsicht kann bei einer ersten Bauweise die Biegekraft auf das freie Ende einer – kragträgerartig – einseitig gelagerten, sich drehenden Welle einwirken. Nach der zweiten, in der Praxis viel häufigeren Bauweise wird die sich drehende Welle an zwei Stellen in geeignetem axialen Abstand gelagert und zwischen den beiden Lagerstellen biegebeaufschlagt sein.

## Beispiel
Eine an ihren beiden Enden mit zwei Wagenrädern starr verbundene Radachse verbiegt sich bei Bewegung des Wagens umlaufend elastisch unter der von ihr (über ein Lager) getragenen, zwischen den Rädern liegenden Wagenlast.
Bei der Umlaufbiegung handelt es sich also um eine wechselnde Beanspruchung des Wellenmaterials. Hierbei hängt seine Bruchgefahr sowohl von der Höhe der Biegekraft wie auch von der Anzahl der Biegebeanspruchungen (Lastspielen) der Welle ab, die infolge der Wellenumdrehungen kontinuierlich aufeinanderfolgen. Je höher die Biegekraft und/oder je mehr Lastspiele stattfinden, umso größer ist die Wahrscheinlichkeit, dass es (vorzeitig) zum Bruch der Welle kommt.
Die Abhängigkeit des Bruchverhaltens von der Biegebelastung (und der dadurch im Material erzeugten Spannung) einerseits und der Lastspielzahl (Wellenumdrehungen) andererseits lässt sich durch eine Wöhlerkurve grafisch darstellen und veranschaulichen. Hierbei zeigt ein konkav gekrümmter erster (linker) Kurvenast (die Zeitfestigkeit), dass die Lastspielzahl bis zum Bruch umso kleiner sein wird, je höher die durch die Biegekraft im Wellenmaterial erzeugte Spannung ist. Mit abnehmender Belastung (Spannung) geht die Wöhlerkurve schließlich etwa tangential in einen sich rechts anschließenden zweiten Kurvenast über, der einen geradlinig horizontalen Verlauf aufweist. Diesen geradlinig horizontalen Kurvenast bezeichnet man als Dauerfestigkeit. In diesem vergleichsweise niedrigen Belastungs- bzw. Spannungsbereich sind Lastspielzahlen (Wellenumdrehungen) von vielen Millionen möglich, ehe es zum Bruch der Welle kommt.
Umlaufbiegung kann bei entsprechend starker Biegebelastung und hoher Biegefrequenz (Wellendrehzahl) im Zusammenwirken mit einem Korrosionsmedium das Auftreten von Schwingungsrisskorrosion bewirken. Diese führt zu (weiteren) Verringerungen von Bruchspannung und Bruchlastspielzahl.